# Funkwerkmuseum Kölleda
Das Funkwerkmuseum Kölleda ist ein Technikmuseum in Kölleda in Thüringen. Es wurde am 10. Jahrestages der deutschen Einheit am 3. Oktober 2000 eröffnet und befindet sich im 1744 erbauten ehemaligen Schulgebäude im Kölledaer Ortszentrum.

## Geschichte

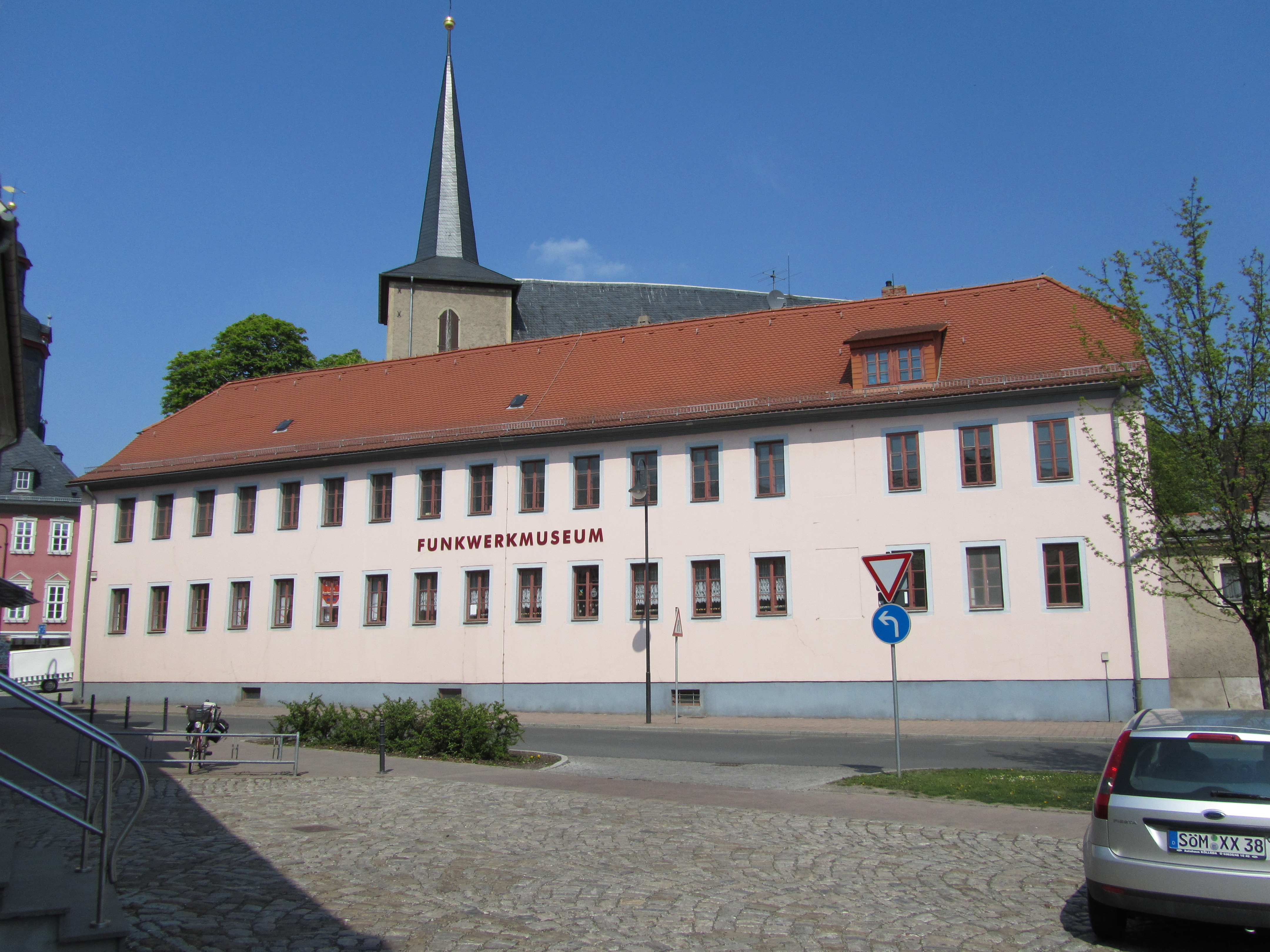
Funkwerkmuseum Kölleda

1945 wurde in Kölleda das Neutro-Werk gegründet in welchem auf genossenschaftlicher Basis aus Flugzeugteilen Bedarfsmaterialien hergestellt wurden (z. B. Lampen, Töpfe, Ventilatoren und Rundfunkempfänger). 1948 wurde das Werk in den Betrieb VEB Funkwerk Kölleda umgewandelt. Hier wurden Beschallungsanlagen (ELA), Hörgeräte, Kommunikationsgeräte (Sprechanlagen, Telefonanlagen), Lautsprecher und Zugfunkausrüstung hergestellt. Nachfolgeunternehmen ist die Funkwerk AG mit Hauptsitz in Kölleda.
Aufgrund der langen Geschichte der Elektrotechnik an diesem Standort wurde im Jahr 2000 das ehemalige Schulgebäude (am Markt 3) renoviert und darin das Museum mit Schwerpunkt Funkwerk Kölleda eröffnet.
2014 wurden im Erdgeschoss des Gebäudes ein Seniorentreff und ein Büro der Verwaltungsgemeinschaft eingerichtet.

## Ausstellung
Die Ausstellung kann nur nach telefonischer Vereinbarung besichtigt werden. Schwerpunkte der Ausstellung sind:
- Geschichte und Produkte des VEB Funkwerk Kölleda
- Geschichte des Rundfunks
- Rechentechnik und Datenverarbeitung
- Fotoapparate, Schreibmaschinen, Telefone und Rundfunkgeräte